# 동촌역
동촌(동촌유원지)역(Dongchon(Dongchon Resort)Station, 東村(東村遊園地)驛)은 대구광역시 동구 검사동에 있는 대구 도시철도 1호선의 전철역이다. 인근에 동촌유원지가 있다.

## 특징
동촌 신길(동촌로)이 복개도로인 관계로, 동촌 구길(해동로)에 지하철 동촌역이 설치됐다. 옛 대구선 동촌역과는 무관하며, 대구선 동촌역이 있었던 자리와 1호선 동촌역은 동촌네거리를 중심으로 아래위로 대칭해 있다. 옛 대구선 동촌역이 동촌 신길 북쪽에 있었고, 대구 도시철도 1호선 동촌역은 해동로의 강변에 있다.
지하철 동촌역이 있는 동촌 구길에서 동촌 신길이 있는 동촌네거리로는 200m 떨어져 있어서 조금 걸어 나와야 한다. 아양교 하저터널과 연결되어 있어서 1호선의 역 중 제일 깊다.(24.7m) 3번 출구 동촌유원지가 있는 강 건너편으로는 망우당공원이 보이나, 망우당공원은 아양교역에서 시내버스로 환승하는 것이 더 가깝다. 1호선 동촌동 구간은 반야월 구간보다 상대적으로 수요가 낮은 편이며, 1호선 동촌역은 상대적으로 유동 인구가 적은 동촌 구길(해동로)에 있어서 이용률이 낮다. 시내버스도 1호선 동촌역이 있는 동촌 구길로는 618번만 운행된다.

## 역명의 유래
금호강의 동쪽에 있다고 하여 동촌이라고 하였다.

## 역사
- 1998년 5월 2일: 대구 도시철도 1호선 개통과 함께 동촌역으로 영업 개시
- 2016년 11월 21일: 동촌(동촌유원지)역으로의 역명 개정 공고[1]
- 2017년 2월 4일: 스크린도어 설치

## 역 구조
2면 2선의 상대식 승강장이 있는 지하역이며, 승강장 벽면 색상은 빨간색이다. 승강장에는 스크린도어가 설치되어 있다.

### 승강장
| 아양교 ↑ |
| \| 상    |
| ↓ 해안   |

| 상행 | ● 대구 도시철도 1호선 | 반월당 · 중앙로 · 설화명곡 방면  |
| 하행 | ● 대구 도시철도 1호선 | 신기 · 반야월 · 안심 · 하양 방면 |

- 승강장 번호는 없다.
- 이 역은 반대 방향으로 횡단이 불가능한 역이다.

## 역 주변
| 나가는 곳 | 방면 |
| --------- | --- |
| 1         | 동촌동행정복지센터 법무부 대구출입국관리사무소 한국통신 동촌전화국 새마을금고 동촌새마을금고 본점 IM뱅크 동촌지점 대구지방법원 동대구등기소 동구보건소 문화아파트 |
| 2         | 동촌지구대 대구동부소방서 동촌119안전센터 검사동경로당 |
| 3         | 동촌유원지 대구광역시사회복지협의회 |
| 4         | 동촌우체국 동촌유치원 홈플러스 동촌점 SOS 어린이마을 웨딩르네상스                                                                                                 |

## 사진

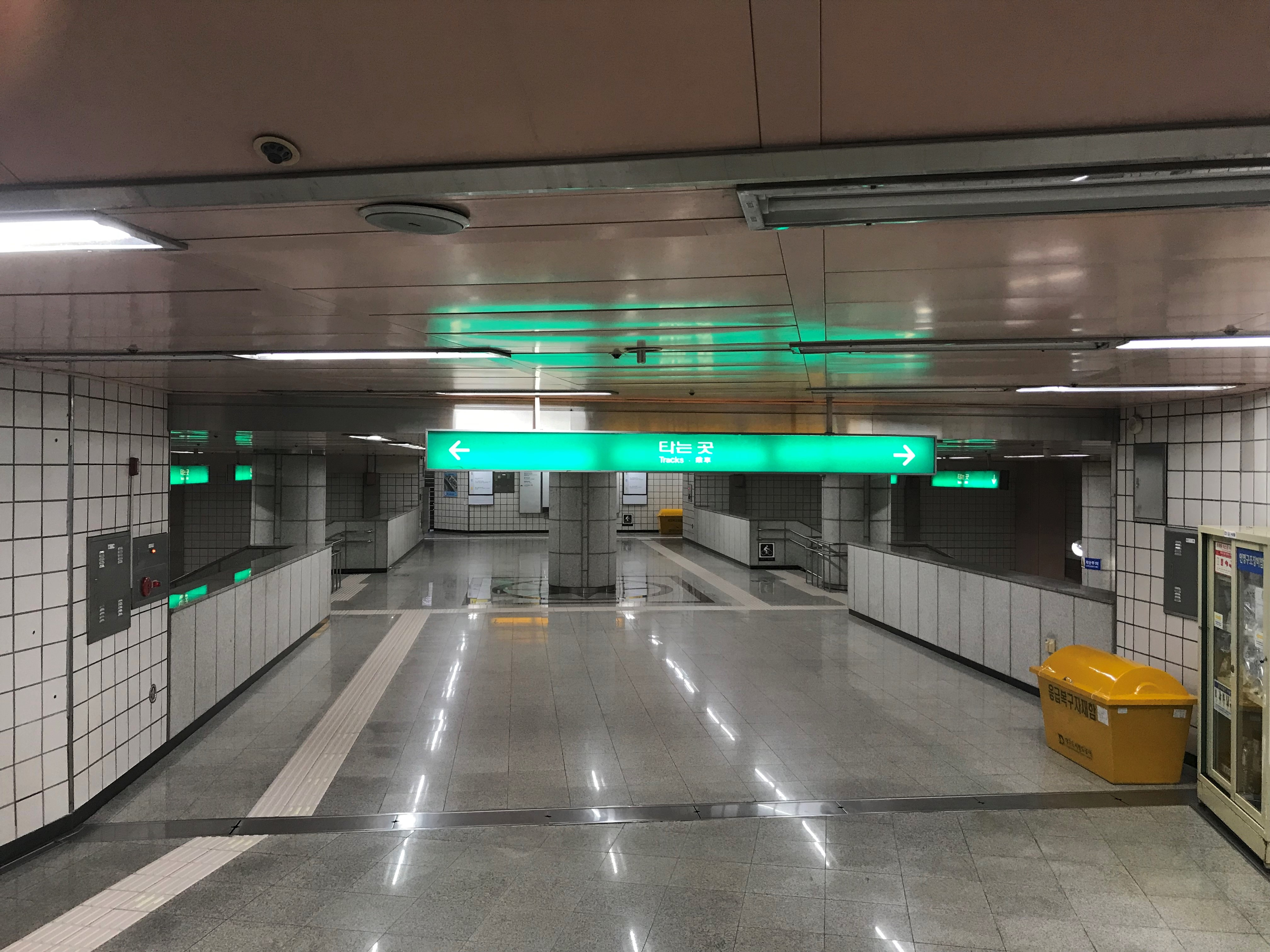
출구 주변
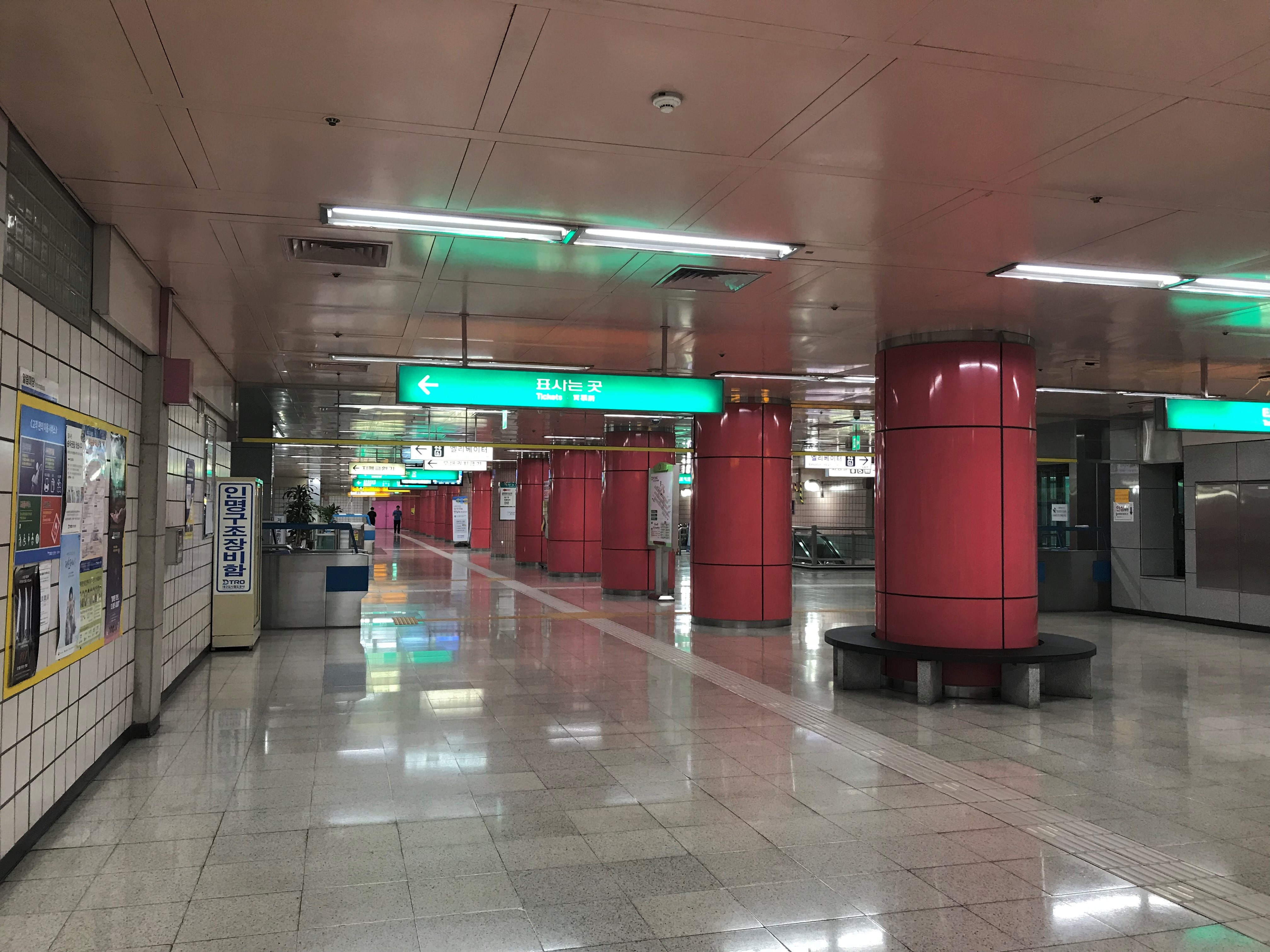
개찰구 주변

## 승차량 변동
이 역은 대구 도시철도 1호선의 역들 중에서 가장 승객이 적은 역이다.
| 노선  | 승차 인원 | 승차 인원 | 승차 인원 | 승차 인원 | 승차 인원 | 승차 인원 | 승차 인원 | 승차 인원 | 승차 인원 | 승차 인원 | 주석  |
| 노선  | 1997년    | 1998년    | 1999년    | 2000년    | 2001년    | 2002년    | 2003년    | 2004년    | 2005년    | 2006년    | 주석  |
| ----- | --------- | --------- | --------- | --------- | --------- | --------- | --------- | --------- | --------- | --------- | ----- |
| 1호선 | 미개통    | 943       | 1,304     | 미공개    | 1,236     | 1,402     | 755       | 1,318     | 1,396     | 1,637     | [ 2 ] |
| 노선  | 2007년    | 2008년    | 2009년    | 2010년    | 2011년    | 2012년    | 2013년    | 2014년    | 2015년    | 2016년    |       |
| 1호선 | 1,505     | 1,485     | 1,461     | 1,463     | 1,510     | 1,539     | 1,621     | 1,700     | 1,867     | 2,027     | [ 2 ] |
| 노선  | 2017년    | 2018년    | 2019년    | 2020년    | 2021년    |           |           |           |           |           |       |
| 1호선 |           |           |           |           |           |           |           |           |           |           |       |

## 인접한 역
| 대구 도시철도 1호선      | 대구 도시철도 1호선   | 대구 도시철도 1호선 |
| ------------------------ | --------------------- | ------------------- |
| 137 아양교 설화명곡 방면 | ● 대구 도시철도 1호선 | 139 해안 하양 방면  |